# Limnophora caledonica
Limnophora caledonica är en tvåvingeart som beskrevs av Shinonaga, Kano och Fauran 1991. Limnophora caledonica ingår i släktet Limnophora och familjen husflugor.
Artens utbredningsområde är Nya Kaledonien. Inga underarter finns listade i Catalogue of Life.